# 沙赫布特·本·蘇爾坦·阿勒納哈揚
沙赫布特·本·蘇爾坦·阿勒納哈揚（Shakhbut bin Sultan Al Nahyan，1905年6月1日—1989年2月11日），阿布達比謝赫，1928年至1966年在位。沙赫布特·本·蘇爾坦·阿勒納哈揚是納哈揚家族的成員。
1958年阿布達比境內發現石油。1966年沙赫布特·本·蘇爾坦在一場不流血政變被廢，他的弟弟扎耶德·本·蘇爾坦·阿勒納哈揚取代他成為阿布達比統治者。